# Gentleman (tijdschrift)
Gentleman is een Belgisch maandblad dat uitgegeven wordt door Roularta Media Group in België.
Het verschijnt in beide landstalen en promoot zich als "Hét magazine voor mannen met klasse".
Het tijdschrift brengt een mix van lifestylenieuws.